# Neufchef
 Neufchef  es una población y comuna francesa, en la región de Lorena, departamento de Mosela, en el distrito de Thionville-Ouest y cantón de Algrange.

## Demografía
| 2666 | 2988 | 3275 | 2965 | 2560 | 2521 |
| Para los censos de 1962 a 1999 la población legal corresponde a la población sin duplicidades (Fuente: INSEE [Consultar]) |      |      |      |      |      |